# ريتشارد ويست (راعي البقر)
ريتشارد ويست (بالإنجليزية: Richard West) هو راعي البقر أمريكي، ولد في 1860، وتوفي في 8 أبريل 1898 بسبب إصابة بعيار ناري.